# Reza Shah Pahlavi
Reza Shah Pahlavi (n. 15 martie 1878, Alasht⁠(d), Mazandaran Province⁠(d), Iran – d. 26 iulie 1944, Johannesburg, Africa de Sud) a fost primul șah al dinastiei Pahlavi. 

## Primii ani
În 1921 în Persia (pe atunci sub dinastia Qajar) Reza a devenit, la 43 de ani, ministru de război. Apoi în 1923 Reza a devenit și prim-ministru. 

## Domnia
La data de 15 decembrie 1925 Reza Shah (pe atunci Reza Khan) a reușit să-l răstoarne pe împăratul Ahmad Shah, împăratul de atunci al Persiei. Amhad e exilat în Italia, iar Reza devine noul împărat. Noul împărat începe persificarea țării, eliminând evreii. În 1935 Reza schimbă numele țării din Persia în Iran. La 16 septembrie 1941 sovieticii și englezii invadează țara pentru a putea aproviziona mai ușor Stalingradul. Pretextul invaziei era simpatia împăratului pentru Puterile Axei. Reza este exilat în Johannesburg, iar ca nou împărat e numit fiul său, Muhammad.

## Moartea
Reza a murit la 26 iulie 1944, la 66 de ani, în exil.